# Pierre Jean Giloux
 (avril 2025).
 (avril 2025).
La mise en forme du texte ne suit pas les recommandations de Wikipédia : il faut le « wikifier ».
Les points d'amélioration suivants sont les cas les plus fréquents. Le détail des points à revoir est peut-être précisé sur la page de discussion.
- Les titres sont pré-formatés par le logiciel. Ils ne sont ni en capitales, ni en gras.
- Le texte ne doit pas être écrit en capitales (les noms de famille non plus), ni en gras, ni en italique, ni en « petit »…
- Le gras n'est utilisé que pour surligner le titre de l'article dans l'introduction, une seule fois.
- L'italique est rarement utilisé : mots en langue étrangère, titres d'œuvres, noms de bateaux, etc.
- Les citations ne sont pas en italique mais en corps de texte normal. Elles sont entourées par des guillemets français : « et ».
- Les listes à puces sont à éviter, des paragraphes rédigés étant largement préférés. Les tableaux sont à réserver à la présentation de données structurées (résultats, etc.).
- Les appels de note de bas de page (petits chiffres en exposant, introduits par l'outil «  Source ») sont à placer entre la fin de phrase et le point final[comme ça].
- Les liens internes (vers d'autres articles de Wikipédia) sont à choisir avec parcimonie. Créez des liens vers des articles approfondissant le sujet. Les termes génériques sans rapport avec le sujet sont à éviter, ainsi que les répétitions de liens vers un même terme.
- Les liens externes sont à placer uniquement dans une section « Liens externes », à la fin de l'article. Ces liens sont à choisir avec parcimonie suivant les règles définies. Si un lien sert de source à l'article, son insertion dans le texte est à faire par les notes de bas de page.
- La présentation des références doit suivre les conventions bibliographiques. Il est recommandé d'utiliser les modèles {{Ouvrage}}, {{Chapitre}}, {{Article}}, {{Lien web}} et/ou {{Bibliographie}}. Le mode d'édition visuel peut mettre en forme automatiquement les références.
- Insérer une infobox (cadre d'informations à droite) n'est pas obligatoire pour parachever la mise en page.

Pour une aide détaillée, merci de consulter Aide:Wikification.
Si vous pensez que ces points ont été résolus, vous pouvez retirer ce bandeau et améliorer la mise en forme d'un autre article.
Pierre Jean Giloux, né en 1965, est un artiste français.

## Biographie

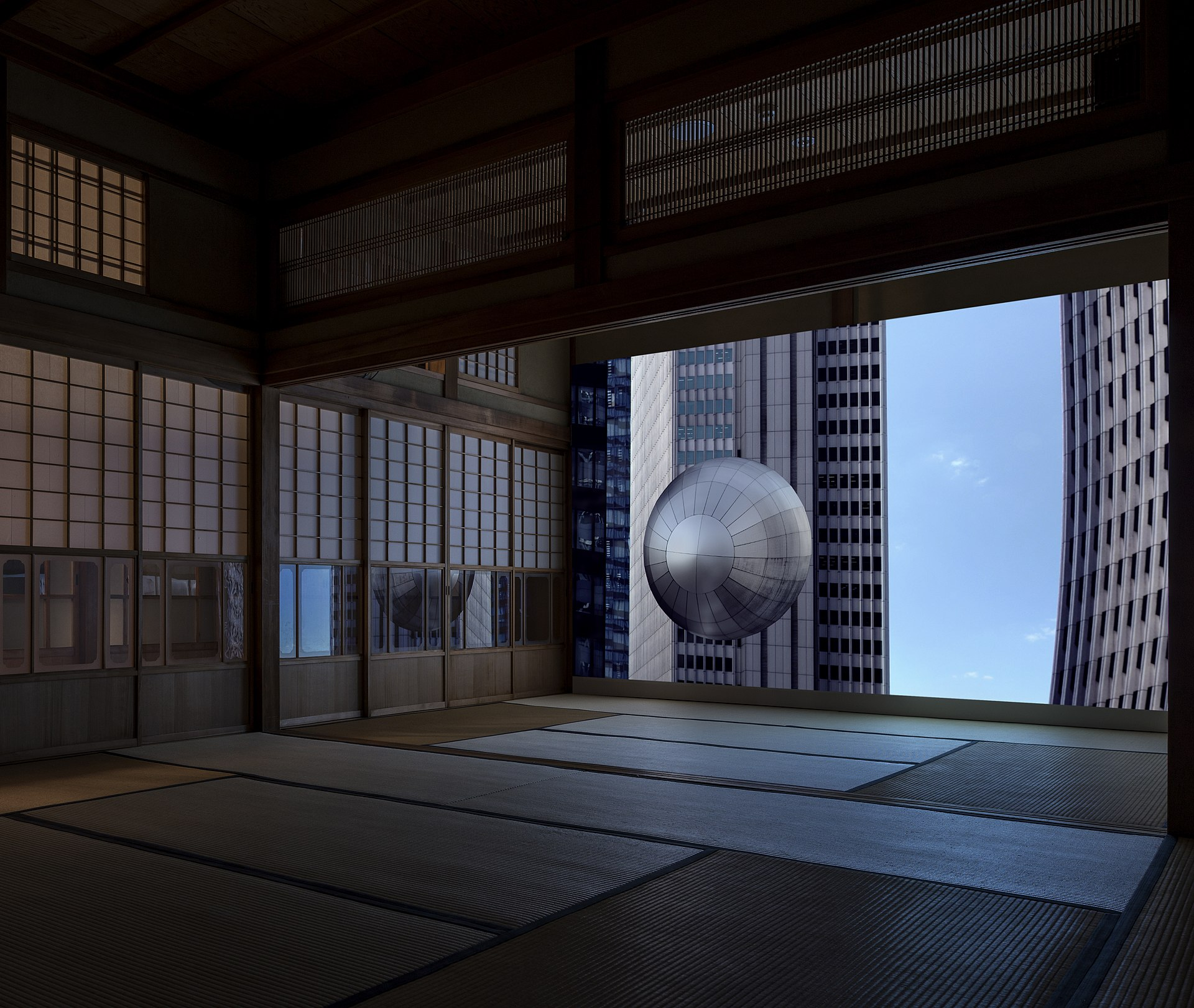
Japan Principle. Kyoto Art Center. 2015

Pierre Jean Giloux est diplômé d'un DNSEP de l'école nationale supérieure des Beaux-Arts de Lyon en 1990. Il étudie en 1988/89 à l'école supérieure des Beaux-Arts de Cheltenham, au Royaume-Uni. Il obtient un master à l'école supérieure des Beaux-Arts de Marseille en 1991.
En 1990, il est lauréat du Prix de Paris, décerné par l'Ensba Lyon. En 2015, il est lauréat de la Villa Kujoyama à Kyoto où il réalise Stations, le quatrième et dernier volet de sa tétralogie Invisible Cities. En 2016, il est lauréat du grand prix "Art Vidéo” du Festival Côté court de Pantin.

## Œuvres
Pierre-Jean Giloux développe un travail qui se situe à la convergence de plusieurs pratiques : le dessin, les images fixes et animées, l'espace et le volume. Ces installations photographiques sont composées de suites d'images qu'il qualifie de storyboard agrandi. Ces dernières sont généralement exposées dans des sites urbains, en extérieur. Elles questionnent le statut de l'image au sein même de la cité.
Ses films sont réalisés via les techniques numériques. Il développe des compositions visuelles et sonores faites de collages et de montages incluant parfois des séquences animées en 2D et 3D. Les interventions graphiques sur les films lui permettent de modifier la perception du réel et de créer des « mondes reconstruits ». Grâce à l’association et l’hybridation d’images, ses vidéos font cohabiter le virtuel et le réel dans le dessein d’établir un dialogue et de les questionner, notamment lorsqu’elles sont montrées sous forme d’installations immersives où le spectateur est invité à déambuler à l’intérieur de dispositifs multi-écrans. Les frontières entre images virtuelles et réelles s'estompent créant un "espace entre" au sein duquel le regardeur invente sa propre narration.
Pierre-Jean Giloux se base sur des recherches iconographiques et théoriques qu'il associe à des captations visuelles et sonores. Ces hybridations façonnent un univers personnel élaboré sous forme de dessins et photos. Ces univers sont ensuite retranscrits au sein des films qu'il réalise.
Il réalise des projets engagés à caractères prospectifs sur la notion de paysages dans la cité et propose de confronter des situations urbaines à des projets paysagers. Son œuvre Invisible Cities (2015/2017) forme une tétralogie vidéo constituée de : Metabolism, Japan Principle, Shrinking Cities et Stations ; elle dresse les portraits de plusieurs villes japonaises, en superposant aux paysages urbains actuels les projets utopistes des métabolistes japonais,. Ces fictions prospectives ont comme point de départ les réalités urbaines et sociales filmées et photographiées puis prolongées par des images de synthèse, ce qui est défini comme ‘réalité augmentée’. A la suite d'une résidence en Inde à Cochin en 2020 (Kochi Biennale Foundation), il travaille sur un projet qui se nomme Biomimetics Stories. Les deux premiers films de ce projet ont été projetés lors de Novembre numérique 2022 en Inde dans les villes de Bangalore, Trivandrum, Chandigarh et Ahmedabad. L'installation originale Biomimetic Stories comportera quatre films et sera exposée en octobre 2024 à La Criée centre d'art contemporain à Rennes puis au Botanique à Bruxelles, Belgique, en mai 2025 ainsi qu'au Grenier à sel à Avignon en 2026.
Ses œuvres sont régulièrement montrées dans des musées et centres d’art contemporain ainsi que dans le cadre de festivals vidéo et d'arts numériques.
Il est représenté par Solang Production. Il collabore pour un grand nombre de ses projets avec le compositeur français Lionel Marchetti.

## Expositions personnelles (sélection)
- Sur terrain humide, pas d'excès d'orgueil[6]. Centre d'art contemporain de Basse Normandie. Hérouville Saint Clair, France (2000)
- La maison de la diseuse de bonne aventure. Galerie Platform. Berlin, Allemagne (2000)
- Das Haus der Hellseherin. Institut Français. Berlin, Allemagne (2000)
- Holiday Movies. Galerie Roger Tator. Lyon, France (2001)
- Nirrivik(s)[7]. Galerie Roger Tator. Lyon, France (2002)
- Nuit blanche[8]. Kyoto Art Center. Kyoto, Japon (2015)
- Parallel World: How I learned to love the world[9]. Kyoto Art Center. Kyoto, Japon (2015)
- A window to the world #51. MOCA. Hiroshima, Japon (2016)
- Invisible Cities[10]. Le Carré. Chateau Gontier, France (2016)
- Art Brussels 2018[11],[12],[13],[14],[15].Fédération Wallonie Bruxelles. Bruxelles, Belgique (2018)
- Invisible Cities[16]. Zoo Galerie. Nantes, France (2018)
- Connectivités. Mucem. Marseille, France (2019)
- Machinami, Japanese Urban Landscapes. Die Neue Aktionsgalerie. Berlin, Allemagne (2019)
- Invisible Cities. Pepperhouse, Alliance Française de Trivendrum et Kochi Biennale Foundation. Cochin, Inde (2020)
- Novembre Numérique[17]. Institut Français et Alliance Française Inde. Trivandrum, Bangalore, Ahmedabad, Chandigarh, Inde (2022)
- Biomimetic stories, La Criée centre d'art contemporain Rennes, France (2024)
- Biomimetic stories, Le Botanique. Bruxelles, Belgique (2025)
- Biomimetic stories, Le Grenier à sel. Avignon, France (2026)

## Expositions collectives (sélection)
- My Way. Credac. Ivry sur Seine, France (2002)
- Projections. Auditorium A. Artaud. Ivry sur Seine, France (2002)
- Récits. Centre d’art contemporain. Meymac. France (2002)
- Transimages Européennes. Synesthésie. Main d’œuvre. St-Ouen, France (2002)
- Symposium Springerin. Vienne, Autriche (2002)
- Vidéos. Ausstellung der Ausstellung 23. Galerie Juliane Wellerdiek. Berlin, Allemagne (2003)
- Art Brussels. Galerie Juliane Wellerdiek. Berlin, Allemagne (2003)
- Inuit - Quand la parole prend forme. Museum d'histoire naturelle. Lyon, France (2003)
- Mobilités. Synesthésie. Paris, France (2003)
- Superluxe[18]. Galerie Roger Tator. Lyon, France (2004)
- Centre d'art contemporain de Saint Fons. Cinéma Gérard Philippe. Saint Fons, France (2004)
- 18e rencontre Wharf. Centre d'art contemporain Hérouville St-Clair, France (2004)
- Projection au studio Le Fresnoy. Studio des arts contemporains.Tourcoing, France (2004)
- Galerie Alice Day. Bruxelles, Belgique (2005)
- Focus Synesthésie. Paris, France (2006)
- Transimages 4. Institut français. Yokohama, Japon (2006)
- Vision d'Aires. Synesthésies & Art grandeur nature. Seine-Saint-Denis, France (2006)
- Transimages 5. MGI-MOKA. Ile Maurice (2007)
- Digital Art Festival Tokyo. Panasonic Center. Tokyo, Japon (2008)
- Apollonia. Regards projetés[19]. Espace Apollonia. Strasbourg, France (2010)
- No Man's Land. Ambassade de France. Tokyo, Japon (2010)
- VDO. Musée des Beaux-Arts de Bangkok. Banglok, Thailande (2010)
- 10 NEXT. Tokyo Wonder Site. Shibuya. Tokyo, Japon (2011)
- Sonic Cinéma. Cinéma Galeries. Bruxelles, Belgique (2012)
- Monkey Business[20],[21]. Galerie Sophie Scheidecker. Paris, France (2013)
- Koganecho Bazaar 2013[22]. Yokohama, Japon (2013)
- Beyond the sound. French Ma[23]. Hong Kong, Chine (2015)
- Wabi Sabu Shima[24]. Thalie Art Foundation. Bruxelles, Belgique (2015)
- Nuit Blanche[25],[26]. Villa Kujoyama & Kyoto International Manga Museum. Kyoto, Japon (2015)
- Artistes & Architecture. Dimensions variables[27],[28]. Pavillon de l'Arsenal. Paris, France (2015)
- Artists & Architecture. Emily Harvey Foundation. New York, États-Unis (2017)
- Lauréat Grand Prix Art Vidéo Côté Court[29]. Galerie Christophe Gaillard. Paris, France (2017)
- Into the unknown[30]. Barbican Center. Londres, Royaume-Uni (2017)
- Un cabinet Utopique[31],[32]. Villa Cameline. Nice, France (2017)
- Utopia/Dystopia Part II[33],[34]. MAAT Lisboa. Lisbonne, Portugal (2017)
- Communities. Argos & Iselp. Bruxelles, Belgique (2017)
- Into the Unknown[35]. Onassis center. Athènes, Grèce (2017)
- Opline Prize[36],[37]. Paris, France (2017)
- Shifting Perspectives[38]. ZKR. Berlin, Allemagne (2018)
- Wandering[39]. Cristina Guerra. Contemporary Arts. Lisbonne, Portugal (2018)
- The Legacy of Architecture Futurism[40],[41]. Bank MABsociety. Shangai, Chine (2018)
- Into the unknown : a journey through science-fiction[42]. Brandts Museum of photographic Art. Odense, Danemark (2018)
- For a brave New Brussels[43],[44]. MAAT Lisbon. Lisbonne, Portugal (2018)
- A journey into the unknown[45]. Kunsthal Rotterdam. Rotterdam, Pays-Bas (2019)
- Imagining Cities Beyond Technology. 2.0. SongEun Artspace. Séoul, Corée du sud (2019)
- Tendencies '19. The Overview Effect[46]. Bozar Lab. Bruxelles, Belgique (2019)
- Impossible architecture[47]. Hiroshima City of Contemporary Art. Hiroshima, Japon (2019)
- Impossible architecture. Niigata City Art Museum. Niigata, Japon (2019)
- Impossible architecture[48].The Museum of Modern Art. Saitama, Japon (2019)
- Paysages urbains. Centre culturel Bellegarde. Toulouse, France (2020)
- Impossible architecture[49]. The National Museum of Art. Osaka, Japon (2020)
- Où est la différence[50]? CAC Meymac. Meymac, France (2020)
- Futurs spéculatifs. Centre Wallonie Bruxelles de Paris, France (2020)
- Living Art. Private collection. Munich, Allemagne (2020)
- Art, informatique et Cybernétique[51]. Poitiers, France (2021)
- Prométhée, le jour d'après. Centre d'art d'Enghien-Les-Bains, France (2022)
- Daejeon Art and Science Biennale 2022 : Future of Cities. Daejeon Museum of Art. Daejeon, Corée du Sud (2022)

### Festivals Vidéo et Art digital (sélection)
- Combinazione. Musée d'art contemporain de Lyon. Lyon, France (2000)
- Polyphonix. Centre Georges Pompidou. Paris, France (2002)
- Festival Printemps XL. Cinema Le Flagey. Bruxelles, Belgique (2003)
- Argos Film festival. Bruxelles, Belgique (2004-2003)
- This place is dreaming. Berusschouwburg. Bruxelles, Belgique (2004)
- Bitfilm festival. Hambourg, Allemagne (2004)
- Norapolis. Ecole des beaux-arts de Metz. Metz, France (2007)
- Digital Art Festival Tokyo. Panasonic Center. Tokyo, Japon (2008)
- France video collection. Red Brick Warehouse. Yokohama, Japon (2009)
- Appollonia. Appollonia espace. Strasbourg, France (2010)
- VDO. Musée des beaux-arts de Bangkok. Bangkok, Thailande (2010)
- FIAC. Acquisitions 2011 FMAC. Paris, France (2011)
- City Sonic: Sonic Cinéma. Bruxelles, Belgique (2012)
- Vidéoformes 2013. Clermont Ferrand, France (2013)
- AIVA 2014. International Film Festival. Finspang, Suède (2014)
- BIM 2014. Biennale de l'image en mouvement. Buenos Aires, Argentine (2014)
- Beyond the sound. French May 2015. Hong Kong, Chine (2015)
- Nuit Blanche Kyoto 2015. Manga Museum. Kyoto, Japon (2015)
- Vidéoformes 2016. Clermont Ferrand, France (2016)
- Papy Gyro Nights 2016 Art festival. Hong Kong, Chine (2016)
- Haus der Kulturen der Welt. Berlin, Allemagne (2016)
- Rencontres Paris Berlin 2016. La Gaîté Lyrique. Paris, France (2016)
- Festival Côté Court 25e édition. Grand prix Art Vidéo[2]. Pantin, France (2016)
- Betwixt & Between. Raumstation. Zurich, Suisse (2017)
- FIAV. Casablanca, Maroc (2017)
- Postfuture. Athens Digital art festival[52]. Athènes, Grèce (2017)
- Free Cities 2017. Flynt, États-Unis (2017)
- Vidéoforma 5. 2017. Kuryokhin Art Center. St-Petersbourg, Russie (2017)
- Vidéoformes 2018[53]. Clermont Ferrand, France (2018)
- Chacun son court[54]. Strasbourg, France (2018)
- Rencontres Paris Berlin 2018[55]. Cité des arts. Paris / Haus der Kulturen der Welt[56]. Berlin, Allemagne (2018)
- Festival Côté court. 27e édition[57],[58]. Pantin, France (2018)
- Short shorts Film Festival & Asia. Tokyo, Japon (2018)
- The Square. Séoul, Corée du Sud (2019)
- EMAP 2019. Ewha Media Art Presentation. Séoul, Corée du Sud (2019)
- De>confine Novembre numérique 2020[59]. Ahmedabad, Inde (2020)
- Xperimental. Vidéoformes[60]. Analog Room. Goethe institut. Jameel Arts Centre Dubai. Dubai, Émirats arabes unis (2020)
- 16th Athens Digital Art Festival[61]. Digital arts streaming online festival. Athènes, Grèce (2020)
- Festival Image de ville. Aix-en-Provence, France (2022)
- Ecrans Urbains[62],[63] CUB. Lausanne, Suisse (2023)

## Publications
- 6h30 à 900 km/h. Marseille, France (1991)
- Bratislava. Institut français. Slovaquie (1992)
- Sélest'art. Sélestat, France (1993)
- Artzimut. Cherbourg, France (1994)
- Prière de s'en tenir à la moins courante. Rolland Dubillard[64],[65]. Paris, France (1994)
- Art(s) d'Europe ? Eurocréation. Paris, France (1994)
- Lieu d'échange. Mois de la photographie. Paris, France (1994)
- Izumiwaku Project. Tokyo, Japon (1996)
- Les imprimés. Les ateliers des Arques. Cahors, France (1999)
- Vues : Villa St Clair. Résidence d'artistes à Sète[66]. Sète, France (2000)
- Sur terrain humide, pas d'excès d'orgueil[6]. Centre d'art contemporain de Basse Normandie. Hérouville St-Clair, France (2001)
- My Way. Cedrac. Editions Au Figuré. Ivry sur Seine, France (2002)
- Récits. Centre d'art contemporain de Meymac[67]. Meymac, France (2002)
- Argos Festival. Bruxelles, Belgique (2003)
- Argos Festival. Bruxelles, Belgique (2004)
- Digital Art Festival Tokyo. Coto Tama. Tokyo, Japon (2008)
- Commercial Fragmentations. Résidence Abbadia[68]. Hendaye, France (2009)
- Regards projetés. Apollonia. Strasbourg, France (2010)
- No Man's Land. Ambassade de France à Tokyo, Japon (2010)
- Vidéoformes 2011[69]. Clermont Ferrand, France (2011)
- City Sonic 2012[70]. Bruxelles, Belgique (2012)
- Koganecho Bazaar 2013[71]. Yokohama, Japon (2013)
- Wabi Sabi Shima[72]. Bruxelles, Belgique (2015)
- Dimensions variables[73],[74]. Paris, France (2015)
- Parallel World. Kyoto Art Center[75]. Kyoto, Japon (2016)
- Utopia/Dystopia. MAAT Lisbon[76]. Lisbonne, Portugal (2017)
- Into the Unknown. Barbican Center[77]. Londres, Royaume-Uni (2017)
- Index 1987-2007. Credac[78]. Editions Dilecta[79] France (2018)
- For a brave new Brussels. MAAT Lisbon[80]. Lisbonne, Portugal (2018)
- Invisible Cities (Monograph). Zero2 Editions[81](2018)
- Imagining Cities Beyond Technology 2.0[82]. SongEun Artspace. Séoul, Corée du Sud (2019)
- MocaHiroshima[83]. The National Museum of Art. Osaka, Japon (2019)
- Impossible Architecture. MoMa Saitama. Niigata City Art Musuem. Niigata, Japon (2019)
- Prométhée, le jour d'après. Centre d'art d'Enghien-Les-Bains, France (2022)
- Villa Kujoyama. 30 ans. Institut français. Gallimard. Paris, France / Kyoto, Japon (2022)

### Presse
(mai 2022).
- Ivry, variations plastiques hors genre. Libération[84] (décembre 1994)
- Parcours artistique en neuf villages. La Dépêche[85] (juillet 1999)
- My Way. Paris Art[86] (2002)
- Transimages européennes. La force des images d'aujourd'hui. Paris Art[87](2002)
- Transimages européennes. Les mutations de l'image contemporaine. Paris Art[88] (octobre 2002)
- L'image du mois. Beaux Arts magazine. no 235 (décembre 2003)
- Première. 13e édition. Paris Art[89] (novembre 2007)
- My Way. Paris Art[90](janvier 2008)
- Pas nécessaire et pourtant indispensable, 1979-2009. Paris Art[91] (juillet 2009)
- Artistes et architecture. Dimensions variables. Paris Art[92] (octobre 2015)
- Transimages européennes. Les mutations de l'image contemporaine. Paris Art[93] (octobre 2015)
- Metabolism primé par le Dicream. Le CNC sur Twitter (juin 2016)
- Invisble Cities. Symbiose du fragment et de la totalité. L'art Même numéro 70[94] (septembre 2016)
- Into the unknown. A journey through science fiction. Barbican. Indie London[95] (janvier 2017)
- Utopia/Dystopia Part II. Mutual Art[96] (mars 2017)
- Unknwon territories. Aestetica Magazine[97] (mai 2017)
- De beaux lendemains. Les Inrockuptibles[98] (mai 2017)
- Utopia/Dystopia. A paradigm shift at MAAT. Art Viewer[99] (septembre 2017)
- Wanderings. Mutual Art[100] (novembre 2017)
- The Legacy of Architectonic Futurism. E-flux[101] (2018)
- Art Brussels 2018. MediaArtDesign[102] (avril 2018)
- Epopée dans l'intermonde. L'art Même #75[103] (avril 2018)
- Short shorts Film Festival & Asia 2018. Metabolism[104] (juin 2018)
- The legacy of Architectonic Futurim. Mutual Art[105] (juin 2018)
- Des regards intérieurs. Revue 303, numéro 153[106] (septembre 2018)
- Machinami, Japanese Urban Landscape. Mutual Art[107] (janvier 2019)
- Invisible cities. TK-21 La Revue, numéro 63[108]
- Brussels in SongEun: Imagining Beyond Technology 2.0. Mutual Art[109] (mars 2019)
- Villes entre réalités et utopie. La Libre[110] (avril 2019)
- Impossible architecture: Another history of architecture. Mutual Art[111](septembre 2019)
- Kochi Biennale Foundation (mars 2020)
- Alliance Française Trivendrum[112] (mars 2020)
- The New Indian Express[113],[114] (mars 2020)
- White Box - Le nouvel espace consacré aux œuvres vidéos et médiatiques du centre Wallonie Bruxelles. Artistikrezo[115] (juin 2020)

### Résidences
- Eurocréation. Bratislava, Slovaquie (1993)
- Parcours en Allemagne. OFAJ. Allemagne (1993)
- Centre de recherche EDF des Mureaux. Savoir au présent. Les Mureaux, France (1993/1994)
- Marunuma artists in residence. Saitama, Japon (1996)
- Bemis Center for contemporary arts. Omaha. Nebraska, États-Unis (1998)
- Les Ateliers des Arques. Les Arques, France (1999)
- Quartier éphémère. Montréal, Québec (2001)
- Domaine d'Abbadia. Hendaye, France (2006)
- Tokyo Wonder site. Tokyo, Japon (2008)
- CNAP. Tokyo et Yokohama, Japon (2010)
- Cité internationale des arts. Paris, France (2012)
- Transcultures. Mons, Belgique (2012)
- Koganecho Bazzar. Yokohama, Japon (2013)
- Villa Kujoyama[1]. Institut français de Kyoto. Kyoto, Japon (2015)
- Kochi. Institut français d'Inde, Alliance française de Trivandrum & Kochi Biennale. Cochin, Inde (2020)
- Penta di Casinca. Corse, France (2022)

### Prix / Bourses
- Lauréat du Prix de Paris ENSBA Lyon. Villa Pézieux. Paris, France (1990-1991)
- Aide à la création. DRAC Ile de France. France (2001)
- Affaires culturelles de la ville de Paris. France (2002)
- Affaires culturelles de la ville de Paris. France (2005)
- Allocation installation. DRAC Île-de-France. France (2007)
- Transcultures. Bruxelles, Belgique (2008)
- Tokyo Wonder Site. Tokyo, Japon (2008)
- Affaires culturelles de la ville de Paris. France (2008)
- CNAP. Allocation de recherche en France et à l'étranger. France (2009)
- Koganecho residencie. Yokohama, Japon (2013)
- CNC. Dicream. Aide au développement. France (2013)
- CNC. Dicream. Aide à la production. France (2014)
- Villa Kujoyama. Kyoto, Japon (2015)
- Fédération Wallonie Bruxelles. Arts numériques. Aide à la production. Belgique (2015)
- Grand Prix du Jury Essai/Art Vidéo[2]. Festival Côté court. Pantin, France (2016)
- Stand Fédération Wallonie Bruxelles (Direction des arts contemporains)[116]. Bruxelles, Belgique (2018)
- Résidence Fort Kochi. Alliance Française & Kochi Biennale Foundation. Cochin, Inde (2020)

### Enseignement / Conférences
- Springerin Kunst symposium. Talks in Wien. Vienne, Autriche (2002)
- Museum d'histoire naturelle de Lyon. Lyon, France (2003)
- Projections et discussion avec les étudiants. Le Frenoy. Tourcoing, France (2004)
- Ecole supérieure des Beaux-arts de Bayonne. Bayonne, France (2006)
- Tokyo Wonder Site & workshop. Tokyo, Japon (2008)
- ENSA de Nantes. Artiste invité Ateliers "Situations Extrèmes". Nantes, France (2014-2015)
- Villa Kujoyama. Kyoto, Japon (2015)
- Institut français de Tokyo. Le Labo vol 9. Tokyo, Japon (2015)
- Architectural Association School of Architecture. Londres, Royaume-Uni (2016)
- ISELP. Bruxelles, Belgique (2017)
- Onassis Cultural Center[117]. Athènes, Grèce (2017)
- ESA St Luc & workshop. Bruxelles, Belgique (2018)
- Pavillon de l'Arsenal. Paris, France (2018)
- Fondation d'entreprise Ricard[118],[119]. Paris, France (2019)
- Le Lieu Unique. Nantes, France (2019)
- ENSBA Paris et Workshop. Paris, France (2019)
- Alliance Française de Trivandrum & Biennale de Cochin. Inde (2020)
- Festival Image de ville. Aix-en-Provence, France (2022)
- SHARE 2023. ARBA-ESA, Bruxelles, Belgique (2023)

### Collections
- Collection privée "An-Sammlung". Munich, Allemagne
- Collection Pierre Darier. Cologny, Suisse
- Collections privées. Paris/Tours, France. Bruxelles, Belgique. Tokyo, Japon
- Fonds Municipal de la Ville de Marseille. Marseille, France
- FMAC. Fonds municipal de la Ville de Paris. Paris, France